# Леушино (Кировская область)
Леу́шино — деревня в Котельничском районе Кировской области, входит в состав Покровском сельском поселении.

## География
Деревня находится на берегу реки Моховка, на расстоянии 10 км к юго-западу от города Котельнич, административного центра района.

### Часовой пояс
Деревня Леушино, как и вся Кировская область, находится в часовой зоне МСК (московское время). Смещение применяемого времени относительно UTC составляет +3:00.

## Население
| 2010 |
| ---- |
| 1    |